# Platystolus surcularius
Platystolus surcularius är en insektsart som först beskrevs av Bolívar, I. 1877.  Platystolus surcularius ingår i släktet Platystolus och familjen vårtbitare. Inga underarter finns listade i Catalogue of Life.